# 悪役令嬢転生おじさん
『悪役令嬢転生おじさん』（あくやくれいじょうてんせいおじさん）は、上山道郎による日本の漫画作品。『月刊ヤングキングアワーズGH』（少年画報社）にて、2020年5月号より連載中。
52歳の善良なオタク公務員男性がひょんなことから乙女ゲーム世界の悪役令嬢へと異世界転生するコメディ作品。前世の娘と同世代である登場人物に対して思わず親目線で接したり、前世での豊富な人生経験からくる機転を活かして様々なトラブルを解決することで、本人の意図せぬところで周囲の人々からの評価や好感度が上がっていき、本来のゲームのシナリオとは全く違う人間関係を構築する様を描く。
「次にくるマンガ大賞2020」コミックス部門で4位に入賞した。2021年1月30日、31日にオンラインイベント「マツリー」が開催され、その中で先行公開された企画「マンガ誌編集長が選ぶ、2020年のイチオシ作品」にて、『月刊ヤングキングアワーズGH』編集長代理の須見武広が選んだ作品は本作である。
メディアミックスとして、2025年1月から3月までテレビアニメが放送された。

## あらすじ
屯田林憲三郎は、52歳の公務員。日々の仕事とオタク趣味を両立し、自分同様にオタクな妻・娘との関係良好な家庭を築く充実した人生を送っていたが、トラックに轢かれそうになった子供を身を挺して救った記憶を最後に、気付くと公爵令嬢グレイス・オーヴェルヌ（15歳）になっていた。
自分が異世界転生したこと、そして転生したグレイスが娘のプレイしていた乙女ゲーム「マジカル学園ラブ＆ビースト」の悪役令嬢であることは理解したものの、ゲーム内容に関する知識は全くない憲三郎は自分なりに悪役令嬢としての役割を果たし、ゲーム主人公と攻略対象の仲を取り持とうとするが、生来の人の好さとおじさんならではの親目線で接するため、本来ならば嫌われなければいけないゲームの主人公アンナ・ドールに慕われるようになり、ゲームの攻略対象であるイケメンたちからも（憲三郎にそのつもりはないのだが）好かれるようになっていく。
一方、現実世界の日本では事故後、目立った外傷もないのに意識不明のまま入院する憲三郎の姿があった。入院手続きのため母を病院に残して帰宅した憲三郎の娘・日菜子は、リビングで「マジカル学園ラブ＆ビースト」が起動したままのゲーム機を発見する。メッセージを読み進める以外の操作はテレビの電源も含めてほとんど受け付けないゲームは勝手に進行し、グレイスが登場する際のテロップでは「グレイス（憲三郎）」となっていた。ゲーム内のグレイスの言動から父の意識がゲーム内で彼女に入り込んでしまったと確信した日菜子は父の意識を戻すにはゲームをクリアする必要があると判断し、この異常事態をあっさり受け入れた母と共にゲームを進めていく。そしてこのゲームの特徴である「ビースト」の召喚イベントにおいて、初めてゲーム内に干渉が行えるようになる。日菜子が謎のメッセージに従って液晶テレビ画面に手を差し込み、ゲーム内のグレイスが召喚したデフォルメ頭身化されたグレイスと憲三郎そっくりな2体のビーストを混ぜ合わせることで火と水という相反する属性を持つ古代龍（エンシェントドラゴン）のビーストが誕生する。召喚時に現れた巨大な手や聞き覚えのある声が気になるグレイス＝憲三郎だが、妻子からの声を直接届ける術はないままゲームは進行していく。
しかしグレイスの兄アドリアンの登場により、彼の能力で短時間ながらゲーム世界と現実世界が接続することが判明。二度目のチャンスを活かし妻子から渡された手紙により、グレイス＝憲三郎は現実世界の自身の肉体がまだ生きていることを知る。

## 登場人物
声の項はテレビアニメ版の声優。

### 主人公
屯田林 憲三郎（とんだばやし けんざぶろう）
声 - 井上和彦
主人公。52歳。バーコード禿頭で眼鏡をかけた冴えない外見の公務員。妻沼田市役所に勤務している。人当たりがよく温厚な性格で部下に対する面倒見が良い。中間管理職でその場を収めるためには自分が頭を下げる等、長い社会人生活の中で生きる術を身につけている。オタクであるため異世界転生については一応の知識はあるが、乙女ゲームはほとんど知識が無く、娘から「悪役令嬢」について説明された際には「『キャンディ・キャンディ』のイライザみたいな感じ」と理解している。おじさんなので人の名前を覚えるのが苦手だが、ゾイドやモビルスーツの名前はしっかり覚えている。カラオケの十八番は『銀河鉄道999』。
作者は、憲三郎という名は亡父・憲一郎から取ったものであり、憲一郎は長男だったので憲三郎は三男かもしれないと述べている。
グレイス・オーヴェルヌ
声 - M・A・O
憲三郎が憑依した姿。10月10日生まれの15歳（第6巻第36話で誕生日を迎え16歳となる）。ゲームの舞台となる王国で王族に次ぐ権力を持つオーヴェルヌ公爵家の令嬢。
金髪のロングヘアをいくつもの縦ロールに整えたヘアスタイルをしている（髪の色は、作者のツイッターでの連載時にアンケートを取り、その結果で決定した）。学校の制服は、グレイスだけ大きく形が違うロングスカート（他の女生徒はミニスカート）を着用している。これは、身分的に他の生徒とは格が違うことを表している。
乗馬中に落馬したショックで前世の記憶を思い出す。それ以前はプライドが高く、わがままな完璧主義者で、平民に対する偏見が強く、他者を𠮟りつけることはあっても礼を言うことが無い典型的な上流階級令嬢だった。憲三郎も以前の記憶を共有しており、あまりに性格が正反対なため「ミスマッチにも程がある」と感じている。また憲三郎の記憶の中では、幼いころは屋敷の工房や庭師の仕事を眺めるのが好きな穏やかな性格だったらしく、淑女教育をうけるようになってから、「淑女であるため」という理由で厳しく偏屈な性格になって行ったことが判明している。後に憲三郎と精神世界で邂逅する機会があったものの憲三郎の呼びかけに応えず、現在は肉体を憲三郎に任せ心を閉ざしている様子。
前世である憲三郎の記憶が戻って以降は周囲からその言動が以前と違うことに驚かれているが、憲三郎の言動が公爵令嬢として完璧な優雅なものに自動的に変換される「優雅変換（エレガントチート）」が発動されるため別人になったと怪しまれるのではなく「成長して性格が穏やかになった」と解釈されている。なお、憲三郎はグレイスの中に自分が憑依している事を皆に説明したが、「優雅変換（エレガントチート）」のおかげで、やんわりした表現になってしまい、以前と違う言動や態度の理由が「新しい自分になろうとする気持ちが強すぎて、新たな人格を生み出してしまった」と好意的に解釈されている。また、「優雅変換（エレガントチート）」は「対応していない単語（ツンデレ、フラグといったオタク用語など）が変換されることなくそのまま出力される」描写がある他、「演劇などの、あえて優雅でない言葉遣いを行わなければならない場面に対応できない」という欠点も持っている。
本来なら主人公のアンナとは恋敵であり執拗にいじめる役割だが、憲三郎の記憶が戻って以降はアンナを親目線で心配して、面倒をみるようになったためにすっかり懐かれてしまっている。
この世界の魔法は発動した魔法陣に杖で任意の効果を文字入力することで効果を発揮するが、グレイスは憲三郎の知識から漢字で入力することで効果の拡大と入力時間の短縮ができるようになった。
オリオン
声 - 金澤まい
グレイスと憲三郎の魔力を日菜子が合成して生まれた古代龍（エンシェントドラゴン）のビースト。名付け親は日菜子で、作中作の「機械獣士ワイバーン」に登場するキャラクターから名付けている。本来ならば一体のビーストにつき一つしかないはずの属性が二つあり、火属性時には赤、水属性時には青の体色となる。グレイス＝憲三郎からの指示は受け付けず、属性の切り替えには日菜子の操作が必要。その他、日菜子がボタンを押した際に炎の息を吐くなど、基本的に日菜子が操作する仕様となっており、日菜子はオリオンを通じてグレイス＝憲三郎のゲーム攻略を支援しているが、会話等は不可能なため憲三郎に日菜子の意図が伝わらない場面も多い。

### 魔法学園関係者

#### 生徒会
アンナ・ドール
声 - 関根明良
1年生。ゲームの主人公。グレイスと同じ日（10月10日）に生まれ、平民でありながら魔法の素質があったため、パン屋を営む両親が娘のために無理をして高い学費を稼ぎ、それに応えるために猛勉強をして首席で入学試験を突破した努力家。何もないところで転ぶなどドジっ娘属性もある。所有ビーストはペガサス（風属性）で、名前はシリウス。
ゲームでは入学式当日に校門前でグレイスに身分の差を弁えるように長々と説教を受けた上に両親を侮辱までされ、悔し涙を流しつつ、猛勉強していつか見返してやると誓い、最悪の出会いでライバルとなるはずだった。しかし彼女の両親に共感してしまったグレイス＝憲三郎が彼女の両親の見識の高さを褒め、両親の思いに応えるためにも学園で学んで幸福な人生を送るべきであると助言したため、嬉し涙を流して感激し、すっかりグレイス＝憲三郎に懐き行動を共にするようになる。そのためゲーム上で「アンナと攻略対象の間で起きるイベント」は、全てアンナとグレイス＝憲三郎の間で起きている。
本来ならグレイスから受けるいじめから逆境を乗り切って成長と恋愛に発展して行く流れのはずだが、憲三郎の人柄では全て裏目に出てしまい、グレイス＝憲三郎の言うことを全て肯定的に捉えてしまうようになり、結果的にグレイス＝憲三郎の親身なるサポートによって成長していく。口癖は「（なるほど、）さすがグレイス様…」で、書き文字で「さすグレ」と表記されることもある。
グレイス＝憲三郎と行動を共にする中でも主人公としての資質は顕著で、学習能力や理解力に秀でており（日菜子曰く『主人公補正』）、人当たりもよく、かつ悪意に対する芯の強さも併せ持つ。憲三郎自身も彼女の素直さ、健気さ、芯の強さを気に入っており、「誰からも愛される主人公」と評している他、日菜子も彼女の健気な言動に涙することもある。
ヴィルジール・ヴィエルジ
声 - 石川界人
2年生。ゲームの攻略対象。この国の第一王子（王太子）であり、グレイスの婚約者でもある。魔法学園では生徒会長も務める。所有ビーストはグリフォン（風属性）。
誰に対しても人当たりが良く優しく接するが、生まれた時から次期国王として育てられたため、内心では全ての人を「国にとって有用か」だけで価値を判断している。そのため状況が恋愛に発展しにくく、日菜子も「攻略難易度が一番高い」と評している。
本来ならアンナが登校初日にグレイスの侮辱を受けて一人で泣いてる時にヴィルジールと出会って最初の恋愛フラグとなるはずだったが、グレイス＝憲三郎が褒めてしまった上にヴィルジールとの出会いまで仲介したためにアンナはグレイス＝憲三郎に気持ちが行ってしまったことでヴィルジールをさほど意識しなくなってしまう。
また、彼自身は婚約者であるグレイスに対しても恋愛意識は無かったのだが、数学が苦手だったはずの彼女が生徒会の予算計算で見事な能力を発揮した上に手柄をアンナに譲ろうとするのを見て、陰で努力をしていたんだと肯定的に捉えてしまい、その有能さと謙虚さにかつてない胸の高鳴りを感じてしまう。
リシャール・ヴェルソー
声 - 梅原裕一郎
2年生。ゲームの攻略対象。生徒会副会長。伯爵令息。所有ビーストはシーサーペント（水属性）。
家に伝わる剣術を駆使して戦う「剣聖（ソードマスター）」。長髪細目で周囲からは無口でクールと思われているが、実際は口を開けばくだらないオヤジギャグを連発するため、極力喋らないように言われているだけである。自分以上のオヤジギャグを披露したグレイス＝憲三郎に敗北を認めてしまう。
オーギュスト・リオン
声 - 鈴木崚汰
2年生。ゲームの攻略対象。生徒会保安部長。伯爵令息。所有ビーストはガルーダ（火属性）。
魔法で身体を強化した格闘術を得意とする「守護騎士（ガーディアン）」。細マッチョで兄貴肌の熱血漢。自分の背中に付いたクワガタムシ（虫取りの習慣が無いこの国では嫌悪対象）をこともなげに摘まみ、殺さずに魔法で森に送り返したグレイス＝憲三郎にときめいてしまう。
ピエール・ジェモー
声 - 永塚拓馬
2年生。ゲームの攻略対象。生徒会書記。ヴィルジール王子の従者でもある。所有ビーストはガーゴイル（水属性）。生真面目で物事を堅苦しく考えがちで、誰に対しても礼儀正しい性格。ヴィルジールを第一に思い行動するが、その堅苦しさからヴィルジールに雲隠れされてしまうこともある。
ランベール・バランス
声 - 山下誠一郎
1年生。ゲームの攻略対象。生徒会会計。所有ビーストはスフィンクス（土属性）。
眼鏡をかけた知性派だが、平民とほぼ変わらない没落貴族から侯爵の名門バランス家に養子入りした出自のため、自分より入試で成績が良かったアンナに強いライバル心を持つ。本来ならアンナにきつく当たるのはグレイスの役割だが、意識が憲三郎となったことで、当初はランベールがアンナにとって一番の敵役となった。アンナがグレイス＝憲三郎から「ツンデレはチョロい」との助言と攻略方法を教えられたことでランベールとの関係が改善され、結果的に最初にアンナの恋愛ルートが成功した相手となる。
リュカ・ヴィエルジ
声 - 古賀葵
1年生。ゲームの攻略対象。生徒会書記。ヴィルジールの弟で第二王子。明るく笑顔を絶やさない人柄で、国民からの人気が高い。トリックスター的な性格でトラブルを起こすこともしばしば。
フランセット・メルキュール
声 - 桑原由気
1年生。本来は主人公の親友でゲームの情報提供役だった女生徒。演劇部員で、生徒会へは途中加入（書記）。子爵令嬢。愛称はフラン。
グレイス＝憲三郎がアンナの親友ポジションに収まったため出番がなかったが、学園祭で生徒会が演劇を上演することになった際、それを補佐するべく演劇部から生徒会へ出向することになった。演劇部でも随一の演劇知識を持ち、演劇部に保存された過去の脚本を全て読んだと言う、日菜子曰く「物知りなオタク」キャラ。生徒会「箱推し」で、最新の魔道具である「カメラ」を使いこなし、「課金」の概念を知っているなど、ゲーム世界において現実の現代的なオタク思考を持つ。本人曰く人の顔や名前、関係性を憶えることは得意である一方、（魔法の属性や公式などの）顔がない概念を憶えることは苦手とのことであったが、グレイス＝憲三郎から「擬人化」の概念を教わったことで苦手学科を克服し成績が飛躍的に向上、グレイス＝憲三郎の推薦もあり晴れて生徒会書記に任命された。

#### その他の生徒
ジョーヌ・モワノー、ヴィオレ・コルボー、マロン・シュエット
声 - 長妻樹里（ジョーヌ）、金澤まい（ヴィオレ）、岩橋由佳（マロン）
1年生の伯爵令嬢三人組。本来はグレイスの取り巻きの役目であったが、入学式当日の一件でアンナがグレイス＝憲三郎に懐いてしまったために取り巻きの立場が失われ、すっかり「モブ令嬢」と化している。
嘘の噂を流して二人の仲を裂こうとするが、グレイス＝憲三郎にすぐさま腹の底を見透かされた上、アンナからも啖呵を切られて噂を突っぱねられたことで、結果的にグレイスとアンナの友情をより深めさせることになった。以後はグレイス＝憲三郎がアンナと彼女らとの仲介をするようになる。
髪型は、ジョーヌがミディアム、ヴィオレがボブ、マロンがセミロング。
ツッチー
声 - 遠藤広之
1年生。モブキャラクターの男子生徒。魔法実習や学園祭にて使役するゴーレムによりトラブルを起こす。
アラン・ジュピター
声 - 井上雄貴
3年生。演劇部の部長。フランセットの演劇に対する知識量の豊富さを認めており、学園祭の演劇の脚本作りで相談に来たグレイスたちにフランセットを紹介する。
アドリアン・トロー・オーヴェルヌ
3年生。グレイスの兄で、DLCで追加予定となっているゲームの攻略対象。前年度の生徒会長で、学園の制度により実地研修として隣国の魔法大学に留学中。魔法に関しては、4属性全てを組み合わせた画期的な新魔法を開発したり、亜空間に自身の研究室を作って自由に現実世界を行き来できる魔法を単独で行使できるほどの天才肌だが、その他の点ではかなりズレた感性の持ち主。日菜子曰く「残念系天才イケメン」。所有ビーストは土属性で、名前はアルデバラン。
パスカル・プワソン
3年生。アドリアンの従者で、DLCで追加予定となっているゲームの攻略対象。褐色の肌と尖った耳を持ち、見た目は少年ながら年齢は100歳を超えている。主人であるアドリアンを「アド坊ちゃん」と呼び、彼のボケた行動にツッコむ苦労人。日菜子曰く「毒舌系褐色ショタエルフ執事」。所有ビーストは水属性で、名前はアルレシャ。
美登 絢爛（みと けんらん）、渥美 大覚（あつみ だいかく）
王国の遥か東方にあるオオヤマト国からの交換留学生。絢爛は鬼の姫で、通称は「絢姫」。大覚は絢爛の近習を務める機関武者（からくりむしゃ）。絢爛の式神と大覚が合身すると覚王丸（かくおうまる）に変身する。元々は、作中時間で27年前に発売された「大江戸タクティクス」というゲームに登場するキャラクター。

#### 教師
ガーネット
声 - 鎌倉有那
魔法学園教師のハーフエルフ女性。
学園長
声 - 大塚芳忠
魔法学園学園長の白髭の老人。憲三郎が名前を思い出せないため本名不明。強い力を持つ魔法使いで、グレイスを高く評価している。
ラピ・ラズリ、オパール、アンバー
魔法学園教師。ラピ・ラズリはレッサーパンダ種の獣人で魔法物理学担当。オパールは仮面の人物で魔法幾何学担当。アンバーは無精髭の不真面目な男性で魔法心理学担当。

### オーヴェルヌ公爵家関係者
レオポルド・オーヴェルヌ
声 - 大塚明夫
グレイスの父で45歳。この国の財務大臣で職務上家を留守にすることが多い。田舎貴族出身で、その能力の高さからオーヴェルヌ家の婿養子として公爵となったことに内心コンプレックスを抱くが、同じ父親として共感を覚えたグレイス＝憲三郎からの言葉に救われる。魔法学園の卒業生で、当時はジャクリーヌと共に生徒会役員を務めた。学園祭において、アンナの母と旧知であることが示唆されている。
ジャクリーヌ・オーヴェルヌ
声 - 井上喜久子
グレイスの母。1年ほど前から体調不良で別荘で静養しており、憲三郎の意識はまだ対面したことがない。魔法学園の卒業生で、当時は生徒会長を務めた。30年前に娘たちの生徒会が演じることを予見したかのように、演劇の脚本を執筆している。そばに謎の存在を従え、グレイス＝憲三郎の「優雅変換」を知っているような言動を見せるなど、物語の鍵を握る人物。
ジョゼット
声 - 篠原侑
メイド見習いの獣人。まだ幼いので不手際が多く、以前はグレイスによく叱られていたが、グレイス＝憲三郎からは失敗しても叱られずむしろ甘やかされるようになったため、当初はその変化に戸惑っていた。後にはグレイスの外出にお供するなど彼女に懐くようになる。
ヴァルツ
声 - 一条和矢
公爵家お抱え職人のドワーフ。屋敷内にある工房を任されている。グレイス＝憲三郎の依頼で、算盤や、魔法杖と扇が一体化した「魔法杖扇（マジックファンド）」といったこの世界には無いアイテムを作成する。幼少期のグレイスはヴァルツの仕事を見るのが好きだったが成長するにつれ足が遠のいていたため、（憲三郎が入ったために）再び足を運ぶようになったことを喜んでいる。
レオポルドからも信頼を寄せられている様子で、内心の苦衷を打ち明けられることがある。
セバスチャン
声 - 飛田展男
老齢の執事。
オリーブ
声 - 桑島法子
メイド長。
マチルド
声 - 佐々木未来
グレイスの髪結いを担当している、獣人の専属メイド。18歳。生得魔法により手にした物体の温度を上げることができる。それを利用して服にアイロンがけをする商売をしていたところを、ジャクリーヌにスカウトされた。当初はアイロン係をしていたが、グレイスの髪を縦ロールに整えたくなり、志願して髪結いの任に就いた。以降グレイスの髪結いは彼女しか出来ない重要な作業となっているが、それ故に長期間里帰りできていない。有能で、グレイスに叱られたことが無い。
キュッヒェ
ヴァルツの女房。

### その他の王国人
オードリー・ドール
声 - 早水リサ
アンナの母。夫のテールと共に「パン屋・ドール」を営む。気風のいい下町のおばさんといった人物だが、貴族の所作や魔法の利用法に詳しいなど、かつては貴族と関わりがあったと思わせる部分がある。彼女がただの町人ではなくゲームの攻略に関わる重要人物であろうと見抜いたグレイス＝憲三郎だったが、他人の個人情報を理由もなく暴くべきではないと判断し、深く追求しなかった。

### その他のゲーム世界側の存在
光の球
声 - 岩橋由佳
正式名称未詳。ジャクリーヌの前にだけ現れる、光る球状の謎の存在。ジャクリーヌがグレイスと会えない秘密の理由を共有している。

### 日本人
屯田林 日菜子（とんだばやし ひなこ）
声 - 黒沢ともよ
憲三郎の娘。20歳。オタクの両親から生まれた「血統書付き」と自認するほどのオタクで、乙女ゲーム「マジカル学園ラブ＆ビースト」を父の前で平然とプレイするなど家族内でもオープンなオタク生活を送っていた。ゲーム内の父を見守りつつプレイしている。
屯田林 美津子
声 - 本田貴子
憲三郎の妻。夫同様のオタクで、中学生の時に『はてしない物語』（ミヒャエル・エンデ）を読んで以来数えきれない異世界ものを見てきたため、夫に起きた異常事態もあっさり受け入れた。憲三郎の回想によると、独身時代に憲三郎のサークルでコスプレ売り子をしていた。

## 用語
マジカル学園ラブ＆ビースト
作中作。魔法学園の新入生である主人公アンナ・ドールが魔法を学びつつ生徒会の男子生徒を攻略する乙女ゲーム。乙女ゲームながら作り込まれたやり込み要素を持つRPGでもある。略称は「ラブビー」。
憲三郎は当初、このゲーム世界そのものに転生したと思われていたが、ゲームの設定上は未発表の悪役令嬢周りの設定が細かく描写されていることから、日菜子は憲三郎の転生先がゲーム世界と近似した異世界ではないかと推測している。
王立魔法学園
「マジカル学園ラブ＆ビースト」の攻略対象が集う、ゲームの主要な舞台となる学園。魔法について基礎から学ぶ学校で、生徒はほぼ全員が貴族で平民の入学は例外的。3年制で学習課程は2年で修了し、生徒は3年生になるとインターンとして企業や公的機関など学外で実地に研修を受けて、将来の進路を具体的に見定める。
創立者は約600年前に誕生した著名な魔法使い「サンタ・クリスト」で、ゲーム世界におけるクリスマスの起源となった人物でもある。
古代魔術文字
魔法の呪文や魔法陣の命令に使用される言葉。魔法は言葉に含まれる「言霊」（言葉自体に秘められた魔力）を使用するが、その際文字を見た他人の思念が混じらない様に読解が難しく「言霊」を持つまでに至る長い使用期間がある古代魔術文字を使うのが最適とされる。
属性
魔法の性質を示すカテゴリー。「火」「水」「風」「土」の四種類があり、互いに相性の善し悪しがある。
対立：「風」⇔「土」、「火」⇔「水」
補い：「火」→「土」→「水」→「風」→「火」
ビースト（従魔）
魔法を使用する際に使役する魔物。一体につき一つの属性を備えている。卵から生まれ、魔法の使用の際のパートナーとなる。ビーストの使役により使える魔法の種類が飛躍的に増える。魔法学園の生徒には、入学後最初の魔法の授業で卵を一個ずつ与えられ、一か月後にビーストが孵化した際にその種類と属性とが確認される。
マジックエキジビション（魔法模範演技）
王立魔法学園で学期末に生徒会役員により行われる魔法の模範演武。他の生徒や招待客の前で披露する。役員の中でも特に優秀な生徒が出場するのが決まり。期末試験を兼ねているが、通常の試験よりも高度な課題の達成が求められる。なお、「マジックエキシビション」と発音されることもある。
基礎魔法
ビーストを使役せず、魔法陣に特定の言語（普通は古代魔術文字）を書き込むことで発動させる魔法。
生得魔法
獣人が生得的に使用できる魔法。特別な手続きを経ず意思だけで発動させることができる。ただし、獣人なら必ずしも発現するとは限らず、できることは限られており、他人に伝授することも出来ないと言う。
試練の迷宮
王立魔法学園の宝物庫に収められている魔道具の一つ。見た目、及び物理的な構造は、いわゆるルービックキューブと同等。
起動すると周囲の人物6名を魔道具内に閉じ込めた上、周囲を複数の小部屋からなる異空間に変貌させる。小部屋内では試練として魔法を用いて回答する謎掛けが出題される。正解すれば扉が現れて次の小部屋に進むことになり、そこでも別の試練が出題される。魔道具の面の色を揃えることで、面に対応する人物を一時的に魔道具から解放し、協力して回答することもできる。しかし正解した時点で再度魔道具内に戻され、面が自動的にシャッフルされる。
試練を12問正解するか、6面を全て同時に揃えて閉じ込められた6人全員を一斉に解放すればクリアとなり、元の空間に戻る。ただしパーツを物理的に分解・再構築して6面を揃えた場合、ペナルティはないもののクリアとは見なされず、面が自動シャッフルされる。
ゲーム内では攻略対象とランダムに親密度を上げるためのミニゲームであるが、ゲーム画面内でルービックキューブを解く必要があるため、プレイするユーザーはほとんど居ないとされている。
魔法鞄
魔道具の一つ。魔法で容量を拡張した鞄。収納品の重量も軽減されるため持ち運びに便利。最高級品だと、鞄自体の大きさも調整できる。
学園ダンジョン
王立魔法学園の敷地内の森にあるダンジョン。通常は立ち入り禁止だが、学園祭の後に生徒による探索が行われる。1年生の魔法実技成績の優秀な生徒から行うので、生徒会メンバーから探索に入る（指導係として2年生が付き添う）。下の階層に行くほど強いモンスターが現れる。ゲーム上、最初の1年は初心者向けで地下10層までしかないが、1回ゲームクリアした後のデータでプレイすると、地下99層まである高難度のダンジョンになる。実のところは学園の練習場として作られたものではなく、学園が設立するよりも昔から存在するものであり、これを監視するために設立されたのが王立魔法学園である。
機械獣士ワイバーン
作中作。須黒野エイジ原作の漫画、およびアニメ作品。初出は上山の前作「エイジ'87」。憲三郎と日菜子はアニメ版を好んで視聴していた。
前述の通り日菜子が自身の関与を示すため、グレイス＝憲三郎が召喚した恐竜型のビーストに同作中の恐竜型メカである「オリオン」の名前をつけている。
アニメでは現実世界のシーンで同作のキャラクターが描かれたポスターが登場しており、上山が関わった機獣新世紀ZOIDSとの特徴の一致が見られる。
大江戸タクティクス
作中作。作中時間で27年前に発売されたゲーム。憲三郎が好んでプレイしており、日菜子も憲三郎が所持している攻略本で知っていた。
当然「マジカル学園ラブ＆ビースト」とはなんの関わりもないが、同作中のキャラクターが王立魔法学園の交換留学生として転入し、グレイス＝憲三郎と対面している。

## 製作
単行本第1巻のあとがき漫画によると、1990年にデビューして以来漫画家を天職と自認しつつも、直近の連載2本が続けて短期打ち切りとなり危機感を覚えた上山が、漫画界のトレンドを学ぶため近年流行している「異世界もの」作品を読み漁り、その中で「悪役令嬢もの」が気に入ったため「こんな悪役令嬢ものが読んでみたい」と思いついた本作のプロトタイプを同人漫画としてSNSで公開したところ、約16万いいねという爆発的な反響があり商業化につながったという。
通常の異世界転生作品では現世で命を落とした主人公が異世界に転生するが、本作では意識不明ながらも存命のまま転生し、異世界における主人公の活躍を現世の家族が見守っている珍しい設定になっている。この点についてインタビュー記事で尋ねられた上山は「この漫画はハッピーエンドで終わらせるつもりで描いていますので、だったら娘と妻を残して憲三郎が死んじゃうのは違う」「昔の異世界ものの作品はだいたい最終回に元の世界に帰って来るのが多かったので、そういう原点に立ち返ったとも言えます」と答えている。
また、異世界ものや悪役令嬢ものにしばしば見られる、いわゆる「ざまあ展開」（主人公を虐げてきた人物が報いを受ける展開）が無いことについては、「『ざまあ展開』には、まず憎たらしい悪役をかなりねちっこく描く必要があります。でも自分が歳を取ったせいか、そういう『人の悪意』を描くのが正直しんどいんですね。それにエンタメには色んな形があるので、別に『ざまあ』以外にも面白い物語はいくらでもある。今回はそっちを描こうと思いました」と述べている。
本作の、乙女ゲームの中の様子を現実世界から観察・干渉する構造については、『ツンデレ悪役令嬢リーゼロッテと実況の遠藤くんと解説の小林さん』の影響を受けた、と述べている。

## 書誌情報
- 上山道郎『悪役令嬢転生おじさん』少年画報社〈ヤングキングコミックス〉、既刊8巻（2025年3月10日現在）
  1. 2020年12月16日発売[25][27]、ISBN 978-4-7859-6827-4
  2. 2021年8月2日発売[28][29]、ISBN 978-4-7859-6968-4
  3. 2022年4月5日発売[30][31]、ISBN 978-4-7859-7114-4
  4. 2022年12月28日発売[32][33]、ISBN 978-4-7859-7308-7
  5. 2023年6月5日発売[34][35]、ISBN 978-4-7859-7406-0
  6. 2024年1月4日発売[5][36]、ISBN 978-4-7859-7578-4
  7. 2024年8月5日発売[37][38]、ISBN 978-4-7859-7726-9
  8. 2025年3月10日発売[39][40]、ISBN 978-4-7859-7901-0

## テレビアニメ
2025年1月から3月まで毎日放送・TBS系列『スーパーアニメイズムTURBO』枠ほかにて放送された。ナレーション担当は井上喜久子。
毎日放送プロデューサーの青井宏之はSNSでの公開時点から本作に注目し、連載開始直後の2020年4月頃にはアニメ化の許諾を得たという。

### スタッフ
- 原作 - 上山道郎[6]
- 監督 - 竹内哲也[6]
- シリーズ構成 - 入江信吾[6]
- キャラクターデザイン - 松苗はる香[6]
- モンスターデザイン - 宮本雄岐[6]
- プロップデザイン - ヒラタリョウ[6]
- 色彩設計 - のぼりはるこ[6]
- 美術監督 - 和田千帆[6]
- 美術設定 - 大原盛仁[6]
- 撮影監督 - 村山琴実[6]
- 編集 - 松原理恵[6]
- 音響監督 - 亀山俊樹[6]
- 音響効果 - 和田俊也
- 音楽 - 田渕夏海、土田美咲、田中津久美、阿部玲子、澤田佳歩[6]
- 音楽制作 - 日音
- 劇伴音楽プロデューサー - 水田大介
- プロデューサー - 青井宏之、小浜匠、須見武広、吉武真太郎、安藤盛治
- アニメーションプロデューサー - 宮田聡
- アニメーション制作 - 亜細亜堂[6]
- 製作 - 悪役令嬢転生おじさん製作委員会（MBS、マーベラス、亜細亜堂、少年画報社、日活、フリュー、アクアアリス）

### 主題歌
「Choose!!!」
サイダーガールによるオープニングテーマ。作詞・作曲はYurin。
「マツケンサンバII」
グレイス＝憲三郎（井上和彦、M・A・O）によるエンディングテーマ。作詞は吉峯暁子、作曲は宮川彬良、編曲はINTERCEPTBEATS。
「銀河鉄道999」
グレイス＝憲三郎（井上和彦、M・A・O）による第9話の挿入歌。作詞は奈良橋陽子・山川啓介、作曲はタケカワユキヒデ、編曲はINTERCEPTBEATS。

### 各話リスト
| 話数   | サブタイトル                     | 脚本     | 絵コンテ   | 演出       | 作画監督                                     | 総作画監督                   | 初放送日       |
| ------ | -------------------------------- | -------- | ---------- | ---------- | -------------------------------------------- | ---------------------------- | -------------- |
| 第1話  | おじさん、悪役令嬢になる         | 入江信吾 | 竹内哲也   | 竹内哲也   | 市来剛 杉山さよ                              | 松苗はる香 玉利和枝          | 2025年 1月10日 |
| 第2話  | おじさん、魔法使いになる         | 入江信吾 | 竹内哲也   | 岡英和     | 市来剛 杉山さよ 大竹紀子                     | 松苗はる香 玉利和枝          | 1月17日        |
| 第3話  | おじさん、ダジャレを言う！       | 入江信吾 | 松尾晋平   | 森田侑希   | 桜井木ノ実 陳亮 魏旭龍 杜衛峰 チャン・ホアン | 松苗はる香 玉利和枝          | 1月24日        |
| 第4話  | おじさん、ビーストを召喚する     | 岸倉弘幸 | 竹内哲也   | 小野田雄亮 | 清水雄介                                     | 西岡夕樹 松苗はる香          | 1月31日        |
| 第5話  | おじさん、二刀流でいく           | 入江信吾 | もりたけし | 岡尾貴洋   | 飯飼一幸 清水由紀子 松下純子                 | 西岡夕樹 松苗はる香          | 2月7日         |
| 第6話  | おじさん、感涙する               | 宇野葵   | 松尾晋平   | 加藤顕     | 太田麻美 大竹紀子                            | 松苗はる香 玉利和枝          | 2月14日        |
| 第7話  | おじさん、模範演習する           | 岸倉弘幸 | 竹内哲也   | 岡英和     | sataりすく 辻加奈子 角田茉央                 | 西岡夕樹 松苗はる香          | 2月21日        |
| 第8話  | おじさん、メイドになる           | 入江信吾 | 緒方隆秀   | 緒方隆秀   | 岸智恵美 根津壮志                            | 松苗はる香 玉利和枝          | 2月28日        |
| 第9話  | おじさん、閉じ込められる         | 岸倉弘幸 | 及川啓     | 小村方宏治 | 石井明治 入江健司                            | 松苗はる香 玉利和枝          | 3月7日         |
| 第10話 | おじさん、男装する               | 宇野葵   | 岩崎知子   | 岡英和     | 辻加奈子 杉山さよ                            | 西岡夕樹 松苗はる香 玉利和枝 | 3月14日        |
| 第11話 | おじさん、エレガントな大ピンチ！ | 入江信吾 | 緒方隆秀   | 緒方隆秀   | 岸智恵美 根津壮志                            | 松苗はる香 玉利和枝          | 3月21日        |
| 第12話 | おじさん、学園祭で打ち上げる     | 入江信吾 | 及川啓     | 岡英和     | 西岡夕樹                                     | 西岡夕樹 松苗はる香          | 3月28日        |

### 放送局
| 放送期間                   | 放送時間                     | 放送局                                 | 対象地域 | 備考                                             |
| -------------------------- | ---------------------------- | -------------------------------------- | -------- | ------------------------------------------------ |
| 2025年1月10日 - 3月28日    | 金曜 0:26 - 0:56（木曜深夜） | 毎日放送（製作参加） ほかTBS系列全28局 | 日本国内 | 連動データ放送 / 『スーパーアニメイズムTURBO』枠 |
|                            | 金曜 21:30 - 22:00           | AT-X                                   | 日本全域 | CS放送 / リピート放送あり                        |
| 2025年1月14日 - 4月1日     | 火曜 0:30 - 1:00（月曜深夜） | BS日テレ                               | 日本全域 | BS/BS4K放送 / 『アニメにむちゅ〜』枠             |
| 全放送局で字幕放送を実施。 |                              |                                        |          |                                                  |

| 配信開始日        | 配信時間                   | 配信サイト | 備考                   |
| ----------------- | -------------------------- | --- | ---------------------- |
| 2025年1月10日     | 金曜 1:00（木曜深夜） 更新 | ABEMA dアニメストア | 見放題配信             |
|                   |                            | ABEMA | 最新話期間限定無料配信 |
| 2025年1月13日     | 月曜 1:00（日曜深夜） 更新 | U-NEXT アニメ放題 | 見放題配信             |
| 2025年1月13日以降 | 順次更新                   | DMM TV FOD Hulu milplus J:COM STREAM Lemino MBS動画イズム Netflix Pontaパス Amazon Prime Video TELASA バンダイチャンネル ニコニコ動画 | 見放題配信             |
|                   |                            | Lemino MBS動画イズム TVer ニコニコ動画                                                                                                | 最新話期間限定無料配信 |
|                   |                            | milplus J:COM STREAM MBS動画イズム TELASA バンダイチャンネル ニコニコ動画                                                             | 都度課金配信           |

### BD
| 巻 | 発売日       | 収録話         | 規格品番 |
| -- | ------------ | -------------- | -------- |
| 1  | 2025年5月9日 | 第1話 - 第4話  | HPXN-641 |
| 2  | 2025年6月4日 | 第5話 - 第8話  | HPXN-642 |
| 3  | 2025年7月2日 | 第9話 - 第12話 | HPXN-643 |

### Webラジオ
屯田林憲三郎役の井上和彦とグレイス・オーヴェルヌ役のM・A・Oがパーソナリティを務める『悪役令嬢ラジオおじさん』が超!A&G+およびYouTubeのMBSアニメ&ドラマチャンネルにて2025年1月9日から3月27日まで毎週木曜日に配信。
| 毎日放送制作・TBS系列 スーパーアニメイズムTURBO | 毎日放送制作・TBS系列 スーパーアニメイズムTURBO | 毎日放送制作・TBS系列 スーパーアニメイズムTURBO |
| 前番組                                          | 番組名                                          | 次番組                                          |
| ----------------------------------------------- | ----------------------------------------------- | ----------------------------------------------- |
| ダンダダン（第1期）                             | 悪役令嬢転生おじさん                            | WIND BREAKER Season 2                           |